# 弩アホリズム
『弩アホリズム』（どアホリズム）は、宮条カルナによる日本の漫画作品。『アホリズム』シリーズの内のひとつで、『月刊少年ガンガン』（スクウェア・エニックス）にて、2018年7月号から2019年11月号まで連載された。アホリズム本編から17年前（2019年）にあたる前日談。『堕アホリズム』の4年前にあたる。
夏休み、部活動の遠征で楢鹿市を訪れた主人公の拝ヒロシはオカルト界のカリスマ校と名高い楢鹿高校に遊び半分で忍び込む。その時のメンバーでひとり「空の島が見える」「15歳」だったヒロシは、楢鹿高校から出られなくなってしまった。この学校で起こる「神蝕」と呼ばれる試練から生き残るために「文字」を手に入れたヒロシだが、今年は試練、部外者の侵入以外にもイレギュラーな事件が続いているという。

## 登場人物

### 生徒
拝ヒロシ（おがみ ヒロシ） 「拳」
本作の主人公。大阪出身の関西弁の少年。明るい性格でノリが良い。推理ドラマが好きで、推理・考察を得意とする。
陸上部の遠征中、友人たちと遊び半分で楢鹿高校に忍び込むが、空島が見える条件に当てはまっていたため、出られなくなってしまう。3月の卒業を待つか死ぬしか出る方法はないと告げられ泣き伏し、周囲の言葉も頑なに拒み脱出することしか考えていなかったが、自分が原因で児子が死に文字を手に入れて戦う決意をした。
文字は「拳」で握力の強い動物の腕を模した「獣拳」で殴る。
粉雪の身代わりになる形で真城を殺害し「裁」によって地獄送りとなる。
木下粉雪（きのした こなゆき） 「臣」
本作のヒロイン。デンデン虫のような特徴的なお団子頭をしている。文字の情報を聞いて回るヒロシの手助けをする。他の生徒には髪の長い綺麗な女性に見える「母」の幻影が、ヒロシと同じく「バケモノ」の姿として見える。
淡々とした性格で、基本的に冷静だが、自分が絵が下手だと気づいていないなど天然ボケな面があり、御子神に関することだと感情的になる。かなりの偏食家で、サラダばかり食べる姿をヒロシから「うさちゃん」と比喩された。御子神とは幼馴染で、自分のせいで怪我を負い動けなくなった御子神を必ず卒業させることを目標としている。
文字の字源を元に具現化して使う「字源派」。文字は「臣」で召喚した侍従の右目を預かり戦わせる。
御子神徹（みこがみ とおる） 「静」
政府組元リーダー。粉雪とは幼馴染で、「徹くん」「コナ」と呼び合う仲。試練で粉雪を庇った際に脊椎を痛め、下半身不随となり保健室で過ごしている。怪我を負って以降、リーダーの座を剛道に譲った。
文字は「静」で敵を鎮め無力化する。
剛道つぐみ（たけみち つぐみ） 「縛」
政府組リーダー。政府組としては歴代トップの成績で、上層部に有望視されているが人の意見に左右されやすい。おどおどしたり焦っているような立ち振る舞いをすることが多く、いつもサブである月見里から指示を受け動いている。
文字は「縛」で具現化した縄で敵を拘束したり、物を拾って投げつける。
月見里の死後、強引に右代、栂村、千寿丸を拘束するが、無関係だった右代と栂村を死なせる結果となり、周囲から責められて閉じこもってしまう。岸の死後も閉じこもっていたが、真城が本性を現してゾンビ兵士に大半の生徒が殺された際には、月見里が生前に残したメッセージを楢子さんに伝え事態を解決させる。
事件解決時点では生き残っていたが『堕アホリズム』で死亡したことが語られている。
月見里静子（やまなし しずこ） 「諺」
政府組サブリーダー。並外れた統率力とリーダーシップを発揮している。そのカリスマ性から右代や粉雪からはとても信頼されている。その才能故に御子の補佐を努めていたが、剛道がリーダーになってからは先導を取ることが多く、一部の生徒からは「女王様」と揶揄され疎まれている。文字なしに試練から生き延びたヒロシを歓迎し、楢鹿高校に転学するための手筈を整える。
文字は「諺」で10句の諺を選んで攻撃・防衛・補助と敵によって使い分ける。
真城と千寿丸が一連の事件の犯人だと突き止めるが、真城の「声」で返り討ちとなる。最期に自ら真城に刺されることで、真城が「裁」に裁かれるようにする。
右代愛弓（うしろ あゆみ） 「隷」
政府組(主に月見里)の補佐役。粉雪曰く「いつでも誰にでもツンケンしている」が、月見里に対しては忠誠を尽くしており彼女の言うことなら不本意でも従う。
文字は「隷」で鎖付きの首輪を具現化しつけた相手を隷属させる。実は毒島に気がありストーカー行為をしていた。
月見里の死後に剛道に楯突き拘束されるが、同じく拘束されていた岸に殺害される。
児子優花（にご ゆうか） 「塗」
楢鹿高校から出られなくなり絶望するヒロシに優しくしてくれた小柄な少女。
文字は「塗」でハケを具現化し敵の目をつぶすなどのサポートを行う。
試練でヒロシを庇って負傷し死亡した。
毒島孝太郎（ぶすじま こうたろう） 「蛟」
図書委員。「字源」スペシャリスト。容姿端麗で、女子に人気がある。中学時代は陸上をしており、大会を通してヒロシの事を知っていたが、元来は調べ物の方が好きであり、楢鹿高校へも望んで入学した。
文字は「蛟」で水の蛇が攻撃や絞殺を行う。
『堕アホリズム』で政府の職員になったことが語られている。
栂村大地（んがむら だいち） 「菌」
恰幅の良い少年。入学前に月見里たちと共に本部で研修を受けていたが、政府組になることは辞退した。
文字の能力に直接関係ない間接的なアイテムが出現する(火ならマッチなど)能力のズレを利用し、新たな能力を引き出す能力の拡張と多様化の研究を独自に行っている。校内で所構わず「菌」を発動させ記録をとっており、多くの生徒たちから煙たがられているが、人格者で月見里やヒロシには信頼されている。
文字は「菌」で菌を吸い込むと睡眠・覚醒・幻覚・先見・千里眼・退化などの効果がでる。
月見里の死後に剛道に一連の事件の犯人として拘束されるが、同じく拘束されていた岸に殺害される。4歳下の妹がおり、『堕アホリズム』に登場する。
真城晃二（まき こうじ） 「銃」
ヒロシが楢鹿高校で最初に出会った人物のうちの1人。警察官に憧れており、いつも警察官の服を着ている。
事件の黒幕で正体は「母」の口に生きた赤子を放り込む実験で、「母」が吐き出した別の赤子。銃を具現化する「銃」以外にも、真奈が持ってた声で人を操る「声」が使える。
「母」をママと慕っており、「母」がヤマを倒す使命のために実験を受け入れたと考え、生徒たちに「母」が吐き出した人肉を与えて、「母」がコントロールするゾンビ兵士に変える。
千寿丸孝秋（せんじゅまる たかあき） 「代」
ヒロシが楢鹿高校で最初に出会った人物のうちの1人。楢鹿高校の外に出る卒業以外の方法として「死ねば出られる」とヒロシに告げる。
正体は文字の力で変身していた楢鹿OBで本名は岸伸夫。空の母の教団員で真城に対して強い忠誠心を持つ。
文字は「代」で、他人の姿に代わるほかに、物や人、他人の能力を白い髪の目玉が複数ある化け物に代えて戦わせることができる。
呑海さゆり（どんかい さゆり） 「斧」
試練の際の班行動で、ヒロシと同じチームになった少女。実力・実践主義で、ヒロシの素振りを見てアドバイスを施す。
宇佐井誠（うざい まこと） 「甦」
自称「卯藤さんを愛する男」。公式の紹介文が「うざい」。
文字は「甦」で死んでも蘇るため、卯藤と一緒に人数調整や憂さ晴らしのために殺されることもしばしばあるが、本人たちは気にしていない様子。
卯藤志以（うっとう しい） 「蘇」
自称「宇佐井くんが大好きな女の子」。公式の紹介文が「うっとうしい」。
益子憲正（ましこ のりまさ） 「爆」
馬場（ばば） 「銃」
疋田（ひきた） 「祠」
筧（かけい） 「縮」
中野（なかの） 「剣」
森里(もりさと) 「操」

### その他の人物
氏森真奈（うじもりまな）
楢鹿高校ができる前にあった研究所の被験者。「声」の文字を持っていた。「試練」で現れる「与」と「融」合させられて、「バケモノ」の姿となる。
人肉を食べると別の肉を吐き出し、肉を食べた人間に「芯」という異物を作り、その人物が死亡すると心臓に取り付いてコントロールする。
三太夫（さんだゆう）
楢鹿高校ができる前にあった研究所の女性研究者。「試練」で現れる化け物を試練中以外でも存在させる実験で真奈と「与」を融合させた。
政府本部から帰属を要求されているが、扱いに関して折り合いがつかず交渉している。政府本部に対して研究成果を見せて交渉しやすくするために、真城をそそのかして一連の事件を起こさせる。
『堕アホリズム』で政府本部の職員になったことが語られている。
楢子さん（ならこさん）
楢鹿高校のマスコットキャラクター。弩アホリズム本編では、学校で問題が起きた際に広報部として報道陣にプリント１枚を配布していく姿が描かれる。通称「プリント係」。
文字は「火」で火炎放射器を具現化し火を放つ。
本部が空の母の実験を黙認する中、剛道から月見里が生前残していたメッセージを受け取り教団を襲撃し「母」を倒す。
鹿之助くんと一緒に学校案内や、ガンガン連載時のあらすじ紹介の4コマにも登場する。
鹿之助くん（しかのすけくん）
楢鹿高校のマスコットキャラクター。楢子さんと一緒に学校案内や、ガンガン連載時のあらすじ紹介の4コマにも登場する。

## 用語
空の母（そらのはは）
楢鹿高校ができる前にあった研究所の残党が立ち上げた宗教団体。「与」と融合した真奈を「母」と崇めているが、地下で実験を続けている。

## 書誌情報
- 宮条カルナ 『弩アホリズム』 スクウェア・エニックス〈ガンガンコミックス〉、全3巻
  1. 2019年2月22日発売[2]、ISBN 978-4-7575-6009-3
  2. 2019年3月12日発売[3]、ISBN 978-4-7575-6549-4
  3. 2019年3月12日発売[4]、ISBN 978-4-7575-6550-0